# (10644) 1999 DM2
1999 دي أم 2 (ويعرف أيضًا باسم (10644) 1999 دي أم 2 وفق تسمية الكوكب الصغير) (بالإنجليزية: 1999 DM2)‏؛ هو كويكب ضمن حزام الكويكبات.
اكتُشف هذا الجُرم الفلكي بواسطة تاكاو كوباياشي في 19 فبراير 1999، وترتيبه 10644 من حيث الاكتشاف.

## الوصف
اكتُشف 106441999DM في 19 فبراير 1999 في مرصد أويزومي الفلكي، الواقع في أويزومي، محافظة غونما في اليابان، بواسطة عالم الفلك الياباني تاكاو كوباياشي. وقد رصد المشروع 2,546 مشاهدة للكويكب إلى غاية 4 فبراير 2022 بتوقيت منطقة المحيط الهادئ، أي في مدة قدرها 21,246 يومًا (58.2 عام). تستغرق الفترة المدارية للكويكب 1,780 يومًا (4.9 عام).

## الخصائص المدارية
يتميز مدار هذا الكويكب بنصف محور رئيسي يبلغ 2.87 وحدة فلكية، وحضيض قدره 2.39 وحدة فلكية، وانحراف قدره 0.168 وزاوية ميلان 14.9 درجة بالنسبة لمسار الشمس. بسبب هذه الخصائص، أي نصف المحور الرئيسي بين 2 و3.2 وحدة فلكية وحضيض أكبر من 1,666 وحدة فلكية، يُصنف هذا الجُرم الفلكي وفقًا لقاعدة بيانات مختبر الدفع النفاث لأجرام النظام الشمسي الصغيرة كائنًا من حزام الكويكبات الرئيسي.

## الخصائص الفيزيائية
يُقدر القدر المطلق (H) لـ106441999DM بـ12.28 ووضاءته بـ0.215، مما يمكِّن تقدير قطره بـ 9.492كم. استُخلصت هذه النتائج بفضل ملاحظات مستكشف الأشعة تحت الحمراء عريض المجال (WISE)، وهو مرصد فضائي أمريكي وُضع في المدار في عام 2009 ويراقب السماء بأكملها بالأشعة تحت الحمراء، في عام 2011، نُشرت النتائج الأولى المتعلقة بالكويكبات من الحزام الرئيسي.

## وصلات خارجية
- (10644) 1999 DM2 في قاعدة بيانات مختبر الدفع النفاث لأجرام النظام الشمسي الصغيرة

- الاكتشاف · مخطط المدار ·  العناصر المدارية · المعلمات المادية

- (10644) 1999 DM2 على موقع ويكي سكاي: DSS2, SDSS, GALEX, IRAS, Hydrogen α, X-Ray, Astrophoto, Sky Map, Articles and images